# خوسيه ماريا بيريرا
خوسيه ماريا بيريرا هو مبارز بالسيف برازيلي، ولد في 10 أكتوبر 1932 في ريو غراندي دو سول في البرازيل.

## وصلات خارجية
- خوسيه ماريا بيريرا على موقع أوليمبيديا (الإنجليزية)